# Красимир (село)
Красимир (болг. Красимир) — село в Болгарии. Находится в Варненской области, входит в общину Дылгопол. Население составляет 95 человек.

## Политическая ситуация
Красимир подчиняется непосредственно общине и не имеет своего кмета.
Кмет (мэр) общины Дылгопол —  Светлё Христов Якимов (Движение за права и свободы(ДПС)) по результатам выборов в правление общины.